# ダグラス・ヒコックス
ダグラス・ヒコックス（Douglas Hickox、1929年1月10日 - 1988年7月25日）は、イギリスの映画監督、テレビドラマ監督。
ロンドン出身。1950年代から助監督や第二班監督を務めたのち、1970年代から映画・テレビドラマ監督として活動した。妻は編集技師のアン・V・コーツで、息子のアンソニー・ヒコックスも映画監督となった。1988年7月25日、59歳で死去。
英国インディペンデント映画賞における新人監督に授与される「ダグラス・ヒコックス賞」の名前は彼に因むものである。

## 主な作品
- 海獣ビヒモス Behemoth, the Sea Monster (1959)
- 電撃脱走 地獄のターゲット Sitting Target (1972)
- シェークスピア連続殺人!! 血と復讐の舞台 Theater of Blood (1973)
- ブラニガン Brannigan (1975)
- スカイ・ライダーズ Sky Riders (1976)
- ズールー戦争 Zulu Dawn (1979)
- フェニックス The Phoenix (1981-1982) テレビドラマ
- シャーロック・ホームズ/バスカヴィル家の犬 The Hound of the Baskervilles (1983) テレビ映画
- バラントレーの若殿 The Master of Ballantrae (1984) テレビ映画
- ミストラルの娘 Mistral's Daughter (1984) テレビミニシリーズ
- 冷血バイオレンスマスク/銃弾のえじき Blackout (1985) テレビ映画
- 愛と復讐のヒロイン Sins (1986) テレビミニシリーズ
- 愛と哀しみのマンハッタン I'll Take Manhattan (1987) テレビミニシリーズ
- Dirty Dozen: The Series (1988) テレビドラマ